# Estigmene arizonensis
Estigmene arizonensis là một loài bướm đêm thuộc phân họ Arctiinae, họ Erebidae.